# Trzmiel rudy
Trzmiel rudy (Bombus pascuorum) – gatunek owada z rodziny pszczołowatych. Zaliczany do pszczół właściwych.

## Wygląd

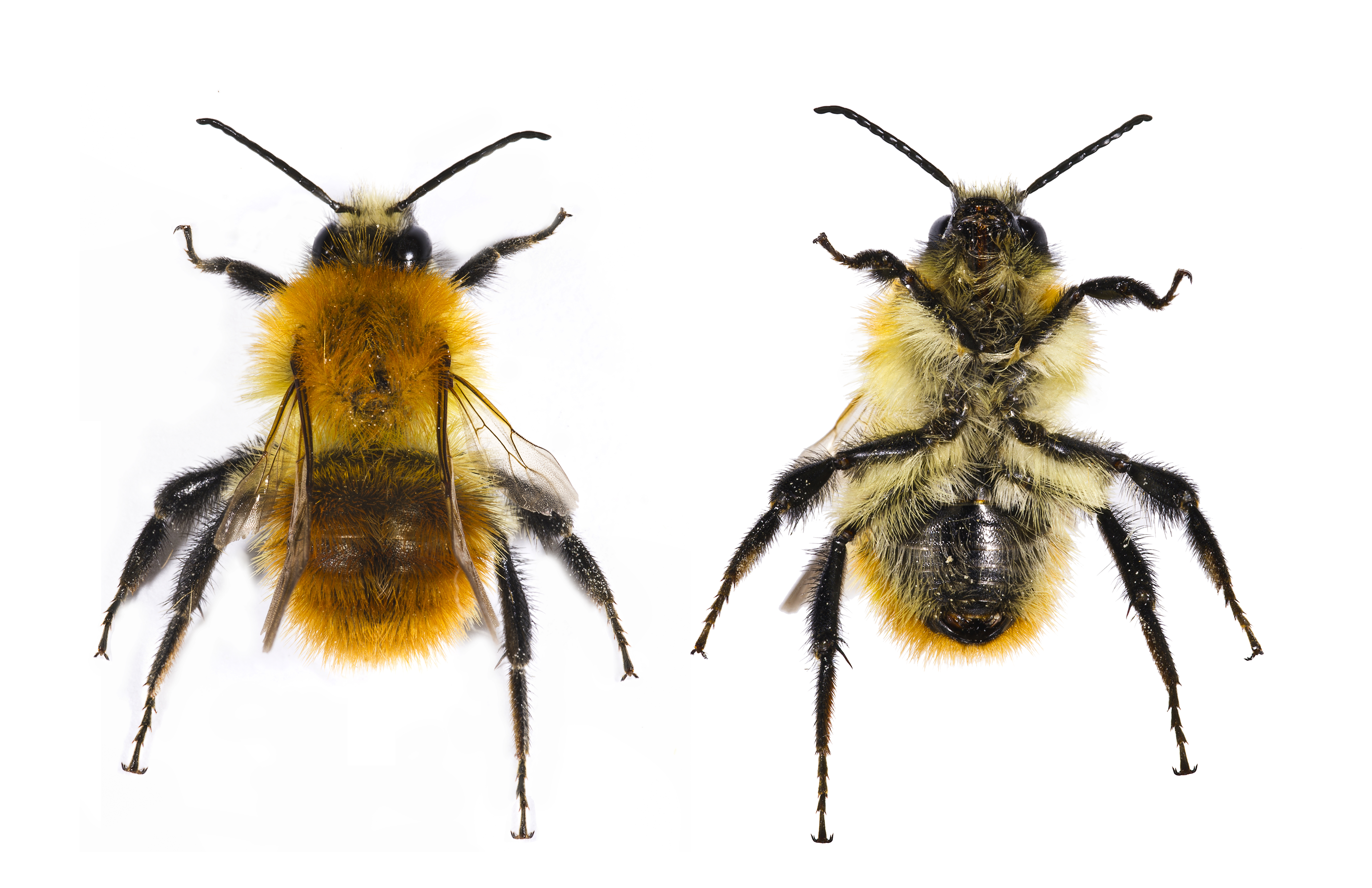
Bombus pascuorum

Wierzchnia część tułowia i tylnej części odwłoku są rude. Przednia część odwłoka – szara. Skrzydła – lekko brązowawe. Stosunkowo mały, osiąga 9–18 mm długości.

## Występowanie
Spotykane w widnych, rzadkich lasach, jak i na terenach otwartych. Wszędzie liczny, jeden z najpospolitszych krajowych trzmieli.

## Cykl rozwojowy
Trzmiel rudy, podobnie jak wszystkie trzmiele, tworzy społeczeństwa istniejące tylko jeden sezon, a zakładane wiosną przez zapłodnioną poprzedniej jesieni samicę (młodą królową), która przezimowała. Wyszukuje ona najpierw miejsce do założenia gniazda, np. opuszczoną mysią norę, i buduje w niej z mchu pustą wewnątrz kulę. Następnie z wosku wydzielanego przez znajdujące się na spodzie odwłoka gruczoły woskowe kształtuje miseczkę średnicy około 5 mm, napełnia ją pyłkiem, składa do niej 5–15 jaj i zamyka. ponadto lepi woskowy garnuszek i napełnia go nektarem stanowiącym zapas pokarmu. Larwy, które wylęgają się po 3–5 dniach, żywią się pyłkiem zgromadzonym przez matkę w komórce lęgowej, a później, po jej wyczerpaniu, pyłkiem znajdującym się w dobudowanych do jej boków „kieszeniach”, do których przegryzają się przez woskową ściankę. Z czasem powstaje mierzący około 2 cm średnicy woskowy pęcherz z wyrośniętymi larwami w środku. W nieco ponad tydzień od chwili wylęgu z jaj, larwy zaczynają prząść kokony, oddzielając się nimi od siebie. Po przepoczwarczeniu się larw królowa usuwa wosk przykrywający kokony i zużywa go do budowy kolejnych komórek. Mniej więcej w 3 lub 4 tygodnie po złożeniu jaj wykluwają się pierwsze robotnice i przejmują wszystkie obowiązki związane z opieką nad potomstwem, dzięki temu królowa może od tej pory poświęcić się wyłącznie składaniu jaj. Gniazdo szybko się wówczas rozrasta.

## Ochrona w Polsce
Trzmiel rudy tak jak pozostałe trzmiele w Polsce podlega częściowej ochronie gatunkowej.